# Watford
Watford es una ciudad y distrito en Hertfordshire, Inglaterra (Reino Unido), a 17 millas (27 km) al noroeste de Londres y dentro de los límites de la autopista M25 . La localidad se encuentra justo al norte del Gran Londres.
La parroquia rural de Watford cubre un área al sur del distrito municipal de Watford (extensamente urbanizado), en el distrito Three Rivers. Las áreas cercanas, Bushey, Rickmansworth, Kings Langley, Abbots Langley, Oxhey y Leavesden, localizadas en el distrito Three Rivers y los distritos Hertsmere, integran el área del código postal de Watford.
El dato oficial más reciente estima la población de Watford en 79 300 habitantes a mediados de 2005. El borough tenía más de 80 000 habitantes para el censo de 2001. El área urbana, que incluye muchos de los vecindarios de Three Rivers, tiene una población total de 120 960, siendo la 47.ª área urbana más grande en Inglaterra. 
Watford fue creado como un distrito urbano bajo el Acta del Gobierno Local de 1894, y se convirtió en borough municipal mediante la concesión de un estatuto en 1922.

## Zonas
- Aldenham
- Bushey
- Garston
- Leavesden
- Rickmansworth
- Maple Cross
- Kings Langley
- Abbots Langley
- Radlett
- Oxhey
- South Oxhey

## Deportes
El Watford FC es el club de fútbol local, y participa en la Premier League, la Primera división del fútbol inglés, y tras lograr el ascenso, a partir de la temporada 2020/21 jugará en la Premier League. Sus encuentros de local los juega en el Vicarage Road cuya capacidad es para más de 20.000 espectadores.

## Ciudades hermanadas y otros Watfords

### Ciudades hermanadas
Watford tiene cinco ciudades hermanadas:
- Maguncia, Alemania (desde 1956)
- Nanterre, Francia (desde 1960)
- Nóvgorod, Rusia (desde 1984)
- Wilmington, Delaware, Estados Unidos (desde 1985)
- Pésaro, Italia (desde 1988)

### Otras ciudades llamadas Watford
- Watford, Ontario, Canadá
- Watford, Northamptonshire, de fama Watford Gap.

### En inglés
- Watford Borough Council.
- Watford Observer, Newspaper
- Watford Palace Theatre
- Watford Museum
- Watford, Hertfordshire, A Vision of Britain Through Time, Department of Geography, University of Portsmouth.
- A Short History of Watford from the Geography department of Haberdashers School. Accedido en octubre de 2006
- Watford Genealogy on A Guide to Old Hertfordshire
- The Pump House Theatre and Arts Centre
- Famous Watfordians

- Datos: Q2598
- Multimedia: Watford / Q2598